# الحقيقة على الورق
Good on Paper هو فيلم كوميدي رومانسي أمريكي إنتاج عام 2021. أخرجته كيمي جاتوود في أول ظهور لها في الإخراج. الفيلم من سيناريو إليزا شليزنجر. وبطولة شليزنجر وريان هانسن ومارجريت تشو وريبيكا ريتنهاوس.
صدر هذا الفيلم في 23 يونيو عام 2021 بواسطة Netflix .

## الحبكة
أندريا سينجر هي ممثلة كوميدية تبلغ من العمر 34 عامًا. تجرب أندريا تمثيل دور ما في فيلم لكنها تفشل. وفي طريق العودة إلى المنزل من تجربة الأداء، تقابل أندريا دينيس كيلي في المطار بعد أن أسقطت أندريا عن طريق الخطأ بطاقة صعودها إلى الطائرة، لاحقاً يلتقي أندريا ودينيس مرة أخرى على متن الطائرة حيث يجلسان بجانب بعضهما.
أثناء الرحلة، يخبر دينيس أندريا أنه يعمل مستثمر في أموال التحوط وأنه خريج جامعة ييل. وسرعان ما يصبحا صديقين ويبدان بالتسكع معًا في لوس أنجلوس. يساعد دينيس أندريا في الاستعداد للاختبارات ويصبحان صديقين مقربين. على الرغم من أنها لم تكن معجبة حقًا بدينيس، إلا أنه كان يلح عليها في الشرب حتى تثمُل مستخدماَ حججاً كاذبة ويمارسون الجنس.
ما يلبث أندريا ودينيس في التقرب من بعضهما أكثر فأكثر حتى تبدأ أندريا وصديقتها مارجوت في الشك حول حقيقة دبنيس. لا يستغرق الأمر وقتًا طويلاً لتكتشف أندريا أن شكوكها كانت صحيحة. حتى أنه يأخذها إلى المحكمة، لكن العدالة تأخذ مجراها. ثم تصدر المحكمة بحقها أمراً تقييدياً وتعطيها الدعم الكافي حتى تكون أندريا إالى سابق عهدها.

## شخصيات الفيلم
- إليزا شليزنجر تمثل دور أندريا سينجر. وهي الممثلة الكوميدية التي تقدم حياتها المهنية على الرومانسية.
- ريان هانسن في يمثل دور دينيس كيلي. يسعى لكسب حب أندريا. ويدعي أنه خريج جامعة ييل وأنه مدير في استثمار أموال التحوط، لكن هو ليس كما يدعي في الحقيقة
- مارجريت تشو تمثل دور مارجوت. وهي أفضل صديقة أندريا، كما أنها تمتلك حانة. ولديها شكوك حول قصة دينيس.
- ريبيكا ريتنهاوس تمثل دور سيرينا هالستيد.وهي ممثلة منافسة لأندريا، وعلى ما يبدو أنها تجرب حظها في الكثير من الأدوار التي تسعى أندريا لتمثيلها وتخفق فيها.
- مات ماكجوري في دور بريت. وهو ابن عم أندريا وخريج جامعة ييل الفعلي.
- تايلر كاميرون في دور الرجل الوسيم القوي
- تايلور هيل في دور شانتيريل
- Kimia Behpoornia بدور ماجي. وهي زميلة دينيس في السكن
- بيت دوفر في دور ليزلي

## الأصل
اقتُيِست قصة الفيلم من واقعة حقيقية تورطت فيها شليزنجر، والتي تحولت إلى روتين واقعي بعنوان «براين الكاذب» في عام 2015 وتم بثه في برنامج This Is Not Happening على Comedy Central . في روتين شليزنجر الكوميدي، تحكي عن لقاء رجل يدعى براين على متن طائرة. ادعى براين أنه خريج جامعة ييل ويعمل في صندوق تحوط. وأصبحا صديقين حتى اتصل ليخبرها أن والدته مصابة بالسرطان. تواعدا أكثر ودخلا في علاقة. كانت والدة شليزنجر تشك في حقيقته لتكتشف أنه درس في جامعة أوهايو، وأنه يعيش في دوبلكس في هوليوود وليس في منزل في بيفرلي هيلز كما كان يدعي. وعندما سألت شليزنجر براين عن عنوان والدته، وجدت أنه لا أحد من أقاربه يعيش هناك. في النهاية اعترف برايان أن محاولة إقناعها كانت كذبة.

## الإنتاج
في أبريل عام 2020، تبين أن إليزا شليزنجر قد شاركت في الفيلم بدور رئيسيي أن الفيلم كان من إخراج كيمي جاتوود وتوزيع يونيفرسال بيكتشرز. 
بدأ تصوير الفيلم في نوفمبر من عام 2019 واكتمل في ديسمبر من عام 2019.

## النشر
صدر الفيلم في 23 يونيو من عام 2021 بواسطة Netflix .

## الترحيب بالفيلم
وفقاً لما صدر عن موقع الويب روتن توميتوز المتخصص في تقييم ومراجعة الأفلام ، حصل الفيلم على نسبة موافقة بلغت 52٪ بناءً على 29 مراجعة أي بمتوسط تقييم 5/10. ويقول الإجماع النقدي للموقع:«تبرز الكاتبة والنجمة إليزا شليزينجر بعض النكات في المشاجرات الرومانسية في الحياة الواقعية لكن فيلم الحقيقة على الورق عموماً ينتقل بصعوبة من مجرد قصة وقعت إلى الشاشة». على Metacritic ، حصل الفيلم على تصنيف 54 صوت من أصل 100 استنادًا إلى 11 نقاد. وهذا يشير إلى «تقييمات مختلطة أو متوسطة».

## روابط خارجية
- الحقيقة على الورق  في قاعدة بيانات الأفلام على الإنترنت (بالإنجليزية)
- الحقيقة على الورق في روتن توميتوز.
- [http://www.metacritic.com/movie/good-on-paper

```
الحقيقة على الورق] في 
موقع ميتاكريتيك.
```